# 大道門山

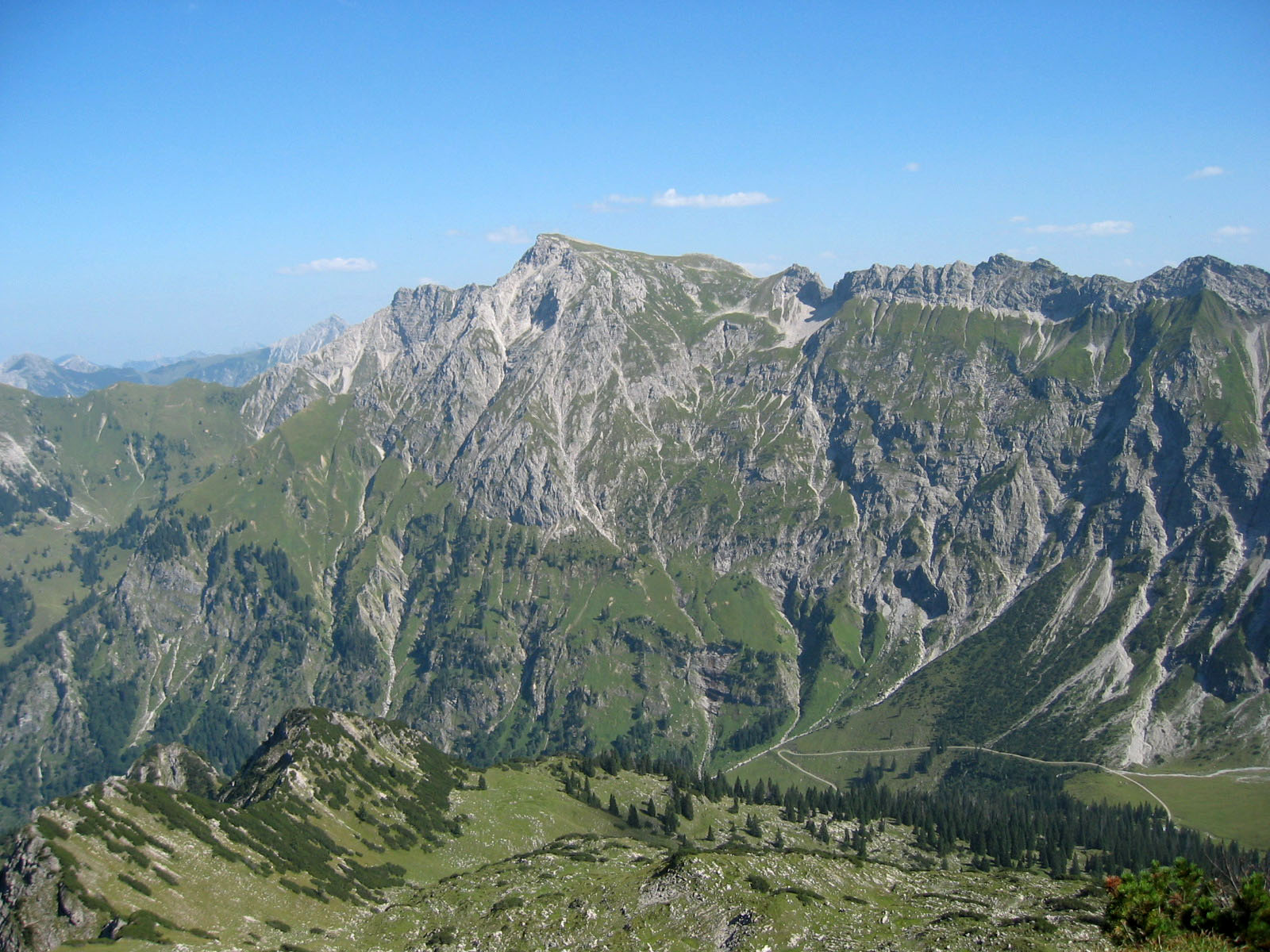

47°26′29″N 10°22′32″E / 47.44139°N 10.37556°E
大道門山（德語：Großer Daumen），是德國的山峰，位於該國東南部，由巴伐利亞負責管轄，屬於阿爾高阿爾卑斯山脈的一部分，距離凱瑟爾峰6.4公里，海拔高度2,280米，每年平均降雨量1,730毫米。